# Kim Si-a
Kim Si-a (* 6. Mai 2008 in Südkorea) ist eine südkoreanische Schauspielerin.

## Leben und Karriere
Kim wurde am 6. Mai 2008 in Südkorea geboren. Ihr Debüt gab sie 2018 in dem Film Miss Baek. Anschließend trat sie 2019 in The House of Us auf. Im selben Jahr wurde sie für die Serie Perfume gecastet. Unter anderem spielte Kim in Ashfall mit. Außerdem wurde sie für den Film The Closet gecastet. Danach trat sie 2021 in The Silent Sea auf. Zudem war Kim in der Serie Kingdom zu sehen. 2023 bekam sie in Kill Boksoon eine Hauptrolle.

## Filmografie
Filme
- 2018: Miss Baek
- 2019: The House of Us
- 2019: Ashfall
- 2029: The Closet
- 2022: Bigwang
- 2023: Kill Boksoon

Serien
- 2019: Perfume
- 2021: Kingdom
- 2021: The Silent Sea
- 2023: See You in My 19th Life
- 2023–2024: Sweet Home

## Auszeichnungen

### Gewonnen
- 2019: 3rd Sharm El Sheikh Asia Film Festival in der Kategorie „Beste Schauspielerin“[4]
- 2019: 39th Golden Cinematography Award in der Kategorie „Beste Kinderdarstellerin“[5]